# Jewel Tunstull
Jewel Tunstull (ur. 25 października 1992 w Nowym Jorku) – amerykańska koszykarka występująca na pozycji środkowej, obecnie zawodniczka TSV 1880 Wasserburg.
13 stycznia 2018 została zawodniczką Enei AZS Poznań. 13 sierpnia dołączyła do niemieckiego TSV 1880 Wasserburg.

## Osiągnięcia
Stan na 8 października 2018, na podstawie, o ile nie zaznaczono inaczej.
NCAA
- Zaliczona do:
  - I składu CAA (2014)
  - III składu CAA (2013)
- Liderka konferencji Colonial Athletic Association (CAA) w skuteczności rzutów z gry (2012, 2013)

Klubowe
- Uczestniczka rozgrywek Eurocup (2015–2016)